# Romanisation Barnett-Chao
Pour les articles homonymes, voir Barnett et Chao.
La romanisation Barnett-Chao est un système de romanisation du cantonais.

## Origines
La romanisation Barnett-Chao résulte de la modification en 1947 du Gwoyeu Romatzyh développé depuis les années 1920 par Chao Yuen Ren et de la modification de 1950 par K. M. A. Barnett — un haut fonctionnaire du gouvernement de Hong Kong — adoptée par la School of Oriental and African Studies de l'université de Londres.
Le système Barnett-Chao n'est utilisé que de 1963 à 1967 par la section d'apprentissage du chinois du gouvernement de Hong Kong. Sa transcription est jugée trop compliquée pour l'enseignement du cantonais comme seconde langue et il est abandonné au profit de la romanisation Sidney Lau (en). 

## Exemples
Les liens sur chaque caractère mènent vers le Wiktionnaire.
| Caractères traditionnels | Caractères simplifiés | Romanisation Yale | Romanisation Barnett–Chao |
| ------------------------ | --------------------- | ----------------- | ------------------------- |
| 廣州話                   | 广州话                | gwóng jàu wá      | Gworngzhawwraav           |
| 粵語                     | 粤语                  | yuht yúh          | jrytjryr                  |
| 你好                     | 你好                  | néih hóu          | nree xoo                  |